# Grimmjow Jaegerjaques
Grimmjow Jaegerjaquez (グリムジョー・ジャガージャック Gurimujō Jagājakku?)  es un personaje de la serie del manga y anime Bleach creado por Tite Kubo. Es un Arrancar del ejército de Sōsuke Aizen, un Espada, para ser precisos, los Arrancar más poderosos. Su seiyuu es Junichi Suwabe mientras que en el doblaje hispanoamericano es Edson Matus.

## Perfil
Grimmjow es un Arrancar de pelo erizado y ojos de color azul con líneas de color azul-verde al lado de sus ojos. Su estatura es considerable y posee una constitución atlética y bien formada, se altera y emociona con facilidad, momento en el cual muestra una demente sonrisa.
Su uniforme de Arrancar tiene ligeros cambios, como es el cuello alto de su camisa abierta blanca. Aparte de eso, emplea el mismo hakama blanco por fuera y negro por dentro que usan todos los Arrancar. Los restos de su máscara Hollow se encuentran en su mejilla derecha, formando una mandíbula.
Grimmjow aparenta ser una persona displicente, pero bajo esa apariencia esconde una personalidad impulsiva y excesivamente violenta. Tiene disputas con varios Espada debido a su carácter irascible y rebelde.
Su expresión suele ser malhumorada y desafiante, no importa el rango o la fuerza de aquel que lo desafíe, Grimmjow siempre responde y en contadas ocasiones se amedrenta ante alguien, solo Aizen logra detener su impulsiva personalidad.
Mantiene una gran rivalidad con Kurosaki Ichigo que lo ha llevado a enfrentarse a él en muchas ocasiones.
Como Hollow, Grimmjow tenía el aspecto de una pantera de tamaño normal, su aspecto totalmente animal no le impedía hablar con claridad.

## Personalidad
Desde su primera aparición Grimmjow se mostró como un personaje bastante independiente, con una actitud cínica, impaciente e irreverente, para demostrar en el campo de batalla más tarde una naturaleza brutal, impulsiva y sobre todo violenta y fácilmente irascible.
Al igual que Kenpachi Zaraki, en el clímax de un combate muestra una diversión salvaje que a veces le impide pensar con claridad y analizar con un mayor cuidado a sus oponentes. Muestra muy poco respeto por la autoridad y la jerarquía, algo que le ha granjeado varios conflictos con otros personajes, e igualmente no tarda en sentir una gran rivalidad hacia aquellos que logran herirle o se oponen a sus ideales.
No solo Grimmjow se considera superior a todos sus enemigos, en especial los Shinigamis, sino que se siente en la continua necesidad de luchar para demostrar no equivocarse, y seguir en todo lo alto de su escalafón personal, donde es el "rey" indiscutible. De esta forma, muestra un profundo odio y desprecio a todos los que lo infravaloran, agrediendo su orgullo, y se muestran confiados en su ventaja sobre él.
Grimmjow es una persona irrespetuosa, que no emplea ninguno de los sufijos honoríficos de la lengua japonesa, excepto cuando trata con Aizen, si bien abandona rápidamente esta formalidad cuando su líder no se encuentra presente. Es un Arrancar de modales muy bruscos, que no duda en agredir a las mujeres y trata al resto de personajes a su alrededor de malas formas.
Aun así, Grimmjow parece seguir una especie de código de honor, que le mueve a no atacar a su acérrimo enemigo, Ichigo Kurosaki, hasta que no ha sido totalmente curado, o ayudar a Orihime Inoue cuando está siendo golpeada por Loly y Menoly para saldar la deuda que tenía pendiente tras haberle restablecido el brazo que había perdido. Pese a su agresividad y sed de sangre, mientras lucha Grimmjow es muy dueño de sus acciones y aprovecha con una astucia animal cualquier debilidad que muestre su oponente.

## Historia

### Pasado
Grimmjow es un hollow tipo Menos de clase Adjuchas cuya forma es la de una pantera, su tamaño es muy reducido respecto al de otros Adjuchas, algo que llama la atención de D-Roy, el primer Menos Grande al que vemos atacar a Grimmjow con escaso resultado.
Grimmjow es abordado por varios hollows tipo Menos de clase Gillian, los mismos que posteriormente atacarán Karakura. Estos hollows que aparentemente estaban liderados por Shawlong Kuufang no atacan a Grimmjow sino que se arrodillan ante él y le explican que sus pretensiones son devorar hollows para llegar a convertirse en los Menos más poderosos de Hueco Mundo, los Vasto Lorde. Estos hollows nombran a Grimmjow rey y se convertirán en sus seguidores desde ese día.
A pesar de su sorpresa inicial, el Adjucha accede a ser su líder y juntos devorarán miles de hollows buscando su propia evolución. Finalmente sus seguidores desisten de esa idea ya que tras el hollow número 3000 su evolución se detendrá, Grimmjow les llamará cobardes y querrá seguir su propio camino. Antes de eso Shawlong le pide que les coma, ya que cuando un hollow es mordido por otro, su evolución se detiene y no puede ni avanzar ni retroceder en la clase de los Menos.
Años más tarde sería arrancarizado por obra del Hougyoku y le sería otorgado el rango de Sexto Espada por Sōsuke Aizen. Se sabe que también sus antiguos seguidores fueron arrancarizados por obra del Hougyoku.

### Los Arrancar
Su primera aparición en la trama es en el momento en que los espadas 10 y 4 (Yammy y Ulquiorra Cifer) presentan su informe tras haber ido a Karakura a investigar acerca de Kurosaki Ichigo. El brazo de Yammy fue cortado por el shinigami y resultaría derrotado por Kisuke Urahara y Yoruichi Shihōin. Por su parte Ulquiorra no consideró oportuno matar a Ichigo debido a su potencial descontrolado y casi autodestructivo.
Grimmjow reacciona ante esto ridiculizando a Yammy por su debilidad y llama cobarde a Ulquiorra por no haber rematado a Ichigo. Es secundado por Shawlong y el resto de sus seguidores, pero Aizen muestra que su confianza en Ulquiorra es plena. Grimmjow no acepta esto y se lleva a Shawlong Kuufang, Ilforte Grantz, Edorad Leones, Nakeem y D-roy a Karakura para terminar lo que consideró un trabajo mal hecho por parte de Ulquiorra.
Usando la técnica avanzada de Arrancar Pesquisa, su grupo se disemina buscando en todas direcciones a cualquier ser con un nivel de reiatsu superior al normal para acabar con todos.
Diroy encuentra a Yasutora Sado que es rescatado in extremis por Ichigo y Rukia Kuchiki. Rukia libera su shikai por primera vez en presencia de Ichigo y destruye al arrancar. En ese momento Grimmjow aparece, buscando al más fuerte, cuando Rukia sugiere una retirada el Espada traspasa el vientre de la shinigami con su mano desnuda, dejándola inconsciente y confrontando a Ichigo.
Ichigo Kurosaki ataca entonces con su shikai a Grimmjow, pero este rechaza su espada con la mano sin problemas, esto fuerza a Ichigo a usar su bankai contra él. Pero debido a la presencia de su hollow interno y al miedo a que tome el control, Ichigo es derrotado por Grimmjow que se vale solo de sus extremidades para detener los ataques del shinigami y golpearlo.
Cuando Grimmjow comienza a aburrirse por la debilidad de su rival, Ichigo utiliza el Kuroi Getsuga Tenshō por sorpresa en el Arrancar que lo recibe de lleno y le causa una herida que le cruza trasversalmente todo el torso y le alcanza el brazo con el que se cubrió, así como su sien. Sin embargo el daño es superficial y es entonces cuando Grimmjow decide que merece la pena matarlo.
Tōsen Kaname interrumpe la pelea para detener al Espada y llevárselo a Hueco Mundo, su acto de insubordinación ha costado la muerte de todos sus seguidores y debe responder ante Aizen. Grimmjow accede a irse ante el enfado y descontento de Ichigo, que considera que no ha terminado la pelea. El Arrancar sin embargo cree que a quien ha salvado la vida Tōsen es a él y le dice su nombre completo, ya que la próxima vez que lo oiga será su final.
A su llegada a Hueco Mundo Grimmjow es interrogado por Aizen y Tōsen por su actitud. El violento arrancar muestra una actitud desafiante ante Tōsen que no parece molestar a Aizen. Crecido por la supuesta protección de Aizen, Grimmjow actúa con prepotencia ante Tōsen. Este, por sorpresa, secciona el brazo izquierdo del subordinado con su Zanpakutō y lo reduce a cenizas con un hechizo de kidoh. Grimmjow enfurecido trata entonces de atacar a Tōsen pero Aizen lo impide.
Grimmjow se retira entonces, sin brazo su poder merma y es expulsado de los Espada.
Un mes después Aizen envía un grupo de distracción a Karakura para así poder capturar a Inoue Orihime del que forman parte Yammy, Wonderwice Marjera, Grimmjow por iniciativa de Aizen y el nuevo Sexto Espada, Luppi.
A la llegada a Karakura se observa como Luppi ahonda en la herida de Grimmjow y le llama burlonamente "Antiguo número 6". Grimmjow reacciona yéndose lejos del grupo, tratando de encontrar a Ichigo Kurosaki que se encontraba entrenando con los Visored. Ichigo sale a su encuentro y de nuevo se produce un intercambio de arrogancias y preguntas a propósito del bankai de Ichigo y del brazo perdido de Grimmjow. Finalmente Ichigo decide usar su máscara Visored desde el principio.
Ichigo se lanza ferozmente al combate a pesar de la sorpresa de Grimmjow. La diferencia de poder es abrumadora y el Arrancar recibe varios golpes directos, Grimmjow ataca a Ichigo con un Cero como distracción para golpearlo con su Zanpakutō pero incluso esto falla y el Arrancar está a merced del shinigami pero en ese momento la máscara de Ichigo se rompe y Grimmjow se percata de que ahora es él quien tiene ventaja. Comienza apalizaralo brutalmente y contempla como es incapaz de volver a usar su máscara, finalmente decide acabar con el combate y ensarta a Ichigo al suelo con su Zanpakutō para inmovilizarlo mientras prepara un Cero para volarle la cabeza, Rukia Kuchiki aparece y congela a Grimmjow con su segunda danza, Hakuren pero este se libera y agarra la cabeza de Rukia, burlándose de ella por pensar que una simple capa de hielo podría detenerlo. Rukia queda paralizada por el miedo mientras Grimmjow prepara otro Cero.
En ese instante es Shinji Hirako el que impide que Rukia sea desintegrada, el Visored esquiva varias veces tanto los ataques como las preguntas de Grimmjow y usa su máscara, inclinando la batalla a su favor entonces, que queda zanjada cuando lanza un Cero que Grimmjow no puede repeler ni lanzando el suyo propio. El Arrancar no da la batalla por perdida y trata de liberar su Zanpakutō pero en ese instante Ulquiorra lo detiene, informándole de que su misión ha acabado debido al éxito en la captura de Inoue Orihime. Rayos de Negación cubren y devuelven a Hueco Mundo a todos los arrancars que habían atacado a las fuerzas de Tōshirō Hitsugaya.
Ya en las Noches, Grimmjow y todos los demás son curados y llevados ante la presencia de Aizen, Inoue Orihime es presentada ante Aizen, que explica que sus poderes se basan en el rechazo de los eventos, para demostrarlo eso insta a la humana a curar el brazo perdido de Grimmjow, pero para sorpresa de todos (especialmente del escéptico Luppi) el brazo izquierdo del Arrancar reaparece de nuevo, intacto y tal y como estaba antes de ser seccionado. Grimmjow entonces le dice que cure otra parte más para él.
Inoue restaura en su cintura el número 6 que había sido borrado tras su expulsión de los Espada y Luppi se indigna por esto y pregunta qué cree que hace, Grimmjow no responde con palabras sino traspasando de lado a lado al Arrancar con su nuevo brazo y despidiéndose de él llamándolo "Antiguo Número 6" al tiempo que le lanza un Cero a bocajarro que lo desintegra de cintura para arriba, el impulsivo Arrancar ríe triunfalmente, celebrando que vuelve a ser la Sexta Espada.

### Hueco Mundo
Al poco tiempo, cuando Aizen convoca a todos los Espada para informarles de la intrusión de Ichigo Kurosaki, Uryū Ishida y Yasutora Sado en Hueco Mundo, Grimmjow se levanta precipitadamente y resuelve ir a su encuentro a pesar de las advertencias de Tōsen pero Aizen lo disuade de permanecer en calma con su fuerte presión espiritual. Aizen ordena a los Espada no moverse de sus estancias y no armar revuelo por los intrusos al mismo tiempo que recomienda no subestimarlos. El grupo de Ichigo va avanzando por Las Noches, derrotando enemigos y encontrando rivales cada vez más poderosos como los Privaron Espada o incluso varios Espada como Aaroniero Arleri, Szayel Aporro Grantz o Nnoitra Jiruga.
Ichigo Kurosaki es derrotado por el Cuarto Espada Ulquiorra Cifer, que le deja muriéndose a su suerte. En ese insante Grimmjow reaparece en las estancias de Inoue Orihime mientras está siendo maltratada por Loly y Menoly, celosas de la predilección que siente Sōsuke Aizen por ella. Grimmjow irrumpe en la habitación y salva a Orihime, cortándole la pierna a una de ellas y desintegrando a otra. Según el Sexto Espada es un pago por la reconstrucción de su brazo ya que ahora se la llevará a dar un "paseo".
Atada, amordazada y cubierta con una capa es como transporta Grimmjow a Inoue hasta el lugar en el que Ichigo yace moribundo junto a la niña arrancar, Nel. Grimmjow insta a Orihime a que cure a Ichigo mientras increpa a Ulquiorra por quitarle su presa, en ese instante Ulquiorra contempla la destrucción causada por el Sexto en la habitación de Inoue e interpela a Loly y Menoly (que fueron curadas por Orihime anteriormente) acerca de la situación. Mientras tanto Ichigo ya está consciente a pesar de que sus heridas no se han curado del todo y Grimmjow le insta a que se cure ya que quiere terminar su pelea con su rival cuando esté al 100% de su poder.
Inoue le recrimina a Grimmjow haber hecho todo eso solo para pelear, Grimmjow trata de responder pero en ese momento Ulquiorra aparece y le pregunta al Espada qué es lo que hace pero Grimmjow le responde con faltas de respeto tras lo cual ataca por sorpresa a Ulquiorra con su mano, tras un choque de Ceros Grimmjow agarra a su adversario por sorpresa y lo sella con una Caja Negación, Ulquiorra se desvanece no sin antes exclamar su descontento. Grimmjow calcula que Ulquiorra se liberará en unas horas e insta a Inoue a curar a su rival, a pesar de la reticencia de esta, el propio Ichigo pide que le cure y que restablezca el brazo de Grimmjow, herido por el enfrentamiento con Ulquiorra.
Inoue accede y cura a ambos contendientes, que se van a otro lugar a pelear una vez sus heridas han sido curadas, Ichigo usa su bankai y Grimmjow desenvaina su Zanpakutō. Finalmente comienza un igualado combate, Grimmjow adquiere cierta ventaja en los embates con las Zanpakutōs mientras insta a Ichigo a mostrar su instinto y su verdadera cara, tras un choque de Cero y Kuroi Getsuga Tenshō en el que Ichigo pierde el pulso y es cortado, Grimmjow decide usar su Gran Rey Cero contra Inoue y Nel para que así Ichigo muestre su verdadero poder, Ichigo se ve obligado a usar su máscara de Visored para rechazarlo, el Espada entonces le acusa por su tardanza.
Grimmjow ríe estridentemente y decide liberar su Zanpakutō (Pantera). El Arrancar grita estruendosamente presionando a Ichigo y se lanza contra él para golpearlo brutalmente, Ichigo usa el shunpo para contraatacar lanzarle un enorme Kuroi Getsuga Tenshou que el Espada desvía con las garras mientas se regocija al ver la expresión de Ichigo. Otra Espada llamada Halibel, contempla la batalla junto a su Fracción, se extraña del enorme poder que tiene Ichigo y compara su pelea con una pelea entre dos Espada.
Ichigo y Grimmjow mantienen un combate tremendamente igualado, el Espada logra inmovilizar al shinigami y se sorprende gratamente de que su máscara no se rompa esta vez, le dice que se alegra ya que si se rompiera se acabaría la diversión al tiempo que con una garra trata de destrozarle la cara, pero este, cogiendo la garra fácilmente y de manera arrogante responde que el que se divierte es él, tras lo cual corta el pecho de Grimmjow y se abalanza sobre él, el Arrancar responde con golpes rápidos sobre Ichigo pero este se rehace fácilmente y logra poner en aprietos a Grimmjow con un ascendente de Tensa Zangetsu que raja todo el brazo del felino, el combate continúa hasta que Grimmow decide lanzar cinco púas explosivas de sus codos, que ichigo esquiva pero que se dirigen a Inoue y Nel, el shinigami se ve forzado a recibirlas en su lugar.
Ichigo queda bastante tocado y su máscara se resquebraja, pero logra repararla y vuelve al combate con Grimmjow que también está debilitado, de nuevo logra cortar a Grimmjow, pero este toma ventaja rápidamente y lo golpea brutalmente, logrando romper casi toda la máscara del visored a golpes y llevarlo al límite, justo cuando va a rematarlo Inoue supera el miedo a la máscara de Ichigo y anima a su amigo. Ichigo en un intento desesperado por terminar el combate detiene el ataque de Grimmjow y le corta transversalmente, causándole una herida tremenda.
Grimmjow se niega a rendirse y contraataca, tras golpear varias veces a Ichigo decide utilizar su técnica más poderosa llamada Desgarrón. La victoria parece cercana para Grimmjow, que arrincona a Ichigo y cuya máscara está a punto de romperse definitivamente, pero en ese momento el shinigami logra destrozar una garra de reiatsu y avanza gritando que ganará a toda costa, finalmente el Desgarrón es destruido y Grimmjow atravesado por Tensa Zangetsu.
Grimmjow se desmaya e Ichigo lo deposita en el suelo mientras se dispone a irse con Inoue y Nel pero el Espada quiere continuar la batalla a pesar de que ni siquiera puede mantener su forma de Resurrección, Ichigo trata de hacerlo entrar en razón pero en ese momento el Quinto Espada, Nnoitra Jiruga irrumpe cortando a Grimmjow con su Zanpakutō y se burla de él, recriminándole su debilidad, este apenas puede moverse y Nnoitra trata de rematarlo pero Ichigo lo detiene increpándole el hecho de que ataque a alguien que no se puede mover. Nnoitra se burla una vez más de Grimmjow y lo deja tirado en el suelo mientras vuelca su atención en Ichigo.

### Saga de la Guerra Sangrienta de los Mil Años
Durante la invasión al Palacio del Rey por parte de Yhwach, Yoruichi hace aparecer una Garganta donde surge Grimmjow. Grimmjow le dice a Ichigo que ha pasado mucho tiempo desde la última vez que se vieron y mientras saca su espada le pregunta a Ichigo si creía que él estaba muerto, cuando estaban por enfrentarse aparece Nell en forma adulta para abrazar a Ichigo. Grimmjow pide a Nell que se retire para poder enfrentarse a Ichigo pero Nell se niega y Nell le dice que un 6 espada no puede enfrentarla, por lo que Grimmjow le dice que eso era en época de Aizen, en eso alguien irrumpe la plática diciéndoles que no vinieron para esto. Grimmjow junto con el grupo de Ichigo llegan al Palacio del Rey Espíritu, Grimmjow se percata de la presencia de uno de los Quincy, por lo que se abalanza sobre Askin Nakk Le Vaar, sin embargo, el Sternritter trata de huir, Grimmjow le pide que se detenga y Askin corriendo le dice que lo hará si él le promete que no lo matará, porque el Grimmjow le dice que él jamás dijo eso y que es normal que él acabara muerto, sin embargo, Askin le señala con los dedos y guiñándole el ojo le dice que él no vino para luchar sino para matar silenciosamente, Grimmjow sigue sin entender por qué huye, además de informarle que él también es enemigo de Ichigo, por lo que el Quincy le propone unir fuerzas para matar a Ichigo, sin embargo, el Arrancar le dice que deje parlotear y decir idioteces y sacando sus garras se dispone a atacar al Quincy.
Tiempo después Grimmjow continúa persiguiendo a Askin hasta que este le lanzó su regalo de veneno el cual le costó su derrota y quedándose sin fuerza solo para ver como Askin se burla de él. Cuando Kisuke Urahara pelea contra Askin, Grimmjow aparece para ayudarle atravesando el pecho de Askin, sacándole y destruyendo su corazón.

## Poderes y habilidades
Como Sexta Espada que es, Grimmjow es el 6.º Arrancar más poderoso del ejército de Aizen, con un nivel capaz de rivalizar con Ichigo en repetidas ocasiones y siendo un adversario digno de un Capitán Shinigami. No ha demostrado poseer ninguna habilidad exclusiva, pero como contrapartida es un maestro en la lucha cuerpo a cuerpo y con espadas, además de ser capaz de dominar a un alto nivel la mayoría de las técnicas Hollows, como son:
- Cero (虚閃（セロ）, sero, literalmente "Fogonazo de Hollow"): es el ataque básico de todos los Menos y los Arrancar, y consiste en una descarga de energía de gran potencia. El Cero es una de las técnicas predilectas de Grimmjow, ya que se la visto realizarlo en numerosas ocasiones. Es capaz de lanzar este ataque desde cualquiera de sus manos, siendo el resultado un tremendo ataque de color rojo (azul en los videojuegos) que ha demostrado ser lo suficientemente destructivo como para desvanecer las partes del cuerpo de Luppi y de Menoly que recibieron el impacto.
- Gran Rey Cero (王虚の閃光（グラン・レイ・セロ）, guran rei sero, literalmente "Fogonazo de Hollow Real"), una versión mucho más poderosa del Cero común, capaz incluso de distorsionar el espacio. El Gran Rey Cero de Grimmjow es de color azul, y requiere unas gotas de sangre suyas para ser activado.
- Sonido (響転（ソニード）, sonīdo, literalmente "Revolución Resonante"), equivalente al Shunpo de los Shinigamis.
- Garganta (黒腔（ガルガンタ）, garuganta, literalmente "Cavidad Negra"), con la que puede moverse por los distintos mundos; o el Hierro (鋼皮（イエロ）, iero, literalmente "Piel de Hierro"), una habilidad pasiva que confiere a su piel la resistencia de una armadura y la capacidad de detener con sus miembros los ataques del enemigo. También ha sido el único Arrancar que ha hecho uso de la Caja Negación, un artefacto otorgado por Aizen a los Espada con el que pueden enviar a otra dimensión al objetivo, aunque sea de forma temporal si este resulta ser muy poderoso, otra habilidad notoria y bastante poderosa son unos dardos que lanza desde su codo con un impacto destructivo muy poderoso.

## Zanpakutō
Pantera (豹王(パンテラ), Pantera, literalmente "Rey Pantera") es el nombre de la Zanpaku-tō de Grimmjow, que tiene la forma de una katana cuyo mango y funda son de color azul claro, y cuya guardia tiene la forma de una "S". Junto con el uso del Cero, el manejo de su Zanpaku-tō en el combate parece ser la disciplina predilecta de Grimmjow, y se ha podido ver que la emplea con profusión y golpes certeros, mostrando también una tendencia a liberarla con rapidez, debido a su naturaleza impulsiva..

### Resurrección:Pantera
Mediante el comando de activación Tritura (軋れ, kishire), que en algunas versiones ha sido traducido como "rechina", Grimmjow libera su verdadera apariencia. Al contrario que otros Espada, el proceso de liberación de Grimmjow no requiere más ceremonia ni efectos ambientales que hacer; solo pasa su mano por el filo de la katana, tras lo cual surge una humareda que revela el aspecto de la Sexta Espada sin limitaciones.
Grimmjow pasa a tener un aspecto felino, con garras negras en manos y pies, así como una cola que puede usar como látigo. A lo largo de todo su cuerpo, surgen placas acorazadas que aumentan más si cabe su Hierro. El pelo de Grimmjow crece considerablemente, mientras que las líneas coloreadas junto a sus ojos se extienden hasta sus orejas, que ahora tienen una evidente forma felina. La máscara de Hollow se pierde y es reemplazada por una especie de placa en su frente. Además, sus dientes se convierten en afilados colmillos.
El estado liberado de Grimmjow es en cierta forma similar al Bankai de Ichigo, ya que en él se favorece sobre todo la velocidad y la agilidad. Sin embargo, Pantera también incorpora otras habilidades especiales, como son la formación de ondas de choque al rugir.
- Garra de la Pantera (豹鉤(ガラ・デ・ラ・パンテラ, Gara de ra Pantera, Japonés para "Gancho de Pantera”): Grimmjow crea unos proyectiles con forma de dardos echos de un material parecido al cristal, los cuales son lanzados desde sus codos. Esos dardos tienen una gran capacidad destructiva, estos son capaces de destruir los pilares del hueco mundo solo uno con solo un impacto, aunque Ichigo con su máscara de hollow puesta fue capaz de soportar cinco impactos y aun así seguir luchando.
- Desgarrón (豹王の爪(デスガロン), desugaron, lit. "Zarpa del Rey Pantera"), es la técnica más poderosa de Grimmjow, que le permite crear enormes y afiladas barras de energía de color azul a partir de sus garras, y que pueden ser lanzadas al oponente; además de eso esta habilidad parece cambiar la atmósfera de los alrededores de Grimmjow ya que esta se vuelve mucho más oscura de lo normal dentro del domo de Las Noches que como sabemos siempre esta despejado el cielo.

## Fracción
Las Espadas tienen el privilegio de escoger de entre los Arrancar al servicio de Aizen tantos como deseen para que pasen a formar parte de su Fracción, y convertirse en sus más directos subordinados. Aunque no llegó a identificarlos como tal, Grimmjow llegó a tener hasta a cinco miembros en su Fracción, a los que conoció aun siendo un Hollow, y junto a los que partió en su incursión a Karakura. Los componentes de la Sexta Fracción demostraron ser obedientes y leales con Grimmjow, llegando a considerarlo su rey y más absoluto líder en el pasado, pero no usaron honorífico alguno con él en ningún momento. Por su parte, Grimmjow no mostró señales de pena o ira al percibir la muerte de su Fracción, tan solo sorpresa de que hubieran sido derrotados. Los miembros de la Sexta Fracción son:
- Shawlong Koufang (シャウロン・クーファン, Shauron Kūfan), es el 11.º Arrancar, y aparentemente el líder de la Fracción de Grimmjow. Fue derrotado por Tōshirō Hitsugaya durante su ataque a Karakura.
- Edrad Liones (エドラド・リオネス, Edorado Rionesu), es el 13.º Arrancar. Fue el primer Arrancar en mostrar su resurrección, durante su combate con Ikkaku Madarame, quien finalmente acabó con él.
- Nakeem Greendina (ナキーム・グリンディーナ, Nakīmu Gurindīna), es el 14.º Arrancar, aunque no llegó a revelar su número durante su breve aparición en la serie. Fue derrotado por Rangiku Matsumoto, más o menos a la vez que sus compañeros Arrancar.
- Yylfordt Granz (イールフォルト・グランツ, Īruforuto Gurantsu), es el 15.º Arrancar, y además el hermano de Szayelaporro Granz, la Octava Espada. Murió a manos de Renji Abarai.
- Di Roy Linker (ディ・ロイ・リンカー, Di Roi Rinkā), es el 16.º Arrancar, y tenido por sus otros compañeros como el más débil del grupo. Fue vencido en cuestión de segundos por Rukia Kuchiki.

## Curiosidades
- El aspecto de la muerte de Grimmjow es el "Destrucción".
- Tite Kubo admitió que se basó en Gamma Akutabi, protagonista de otro manga suyo llamado Zombie Powder, para crear a Grimmjow.
- Su nombre está inspirado en el arquitecto británico Nicholas Grimshaw.
- Se ha confirmado que Grimmjow volverá a aparecer en la nueva saga de Bleach junto a Nelliel Tu Odelschwanck.
- Grimmjow es el personaje que más veces se ha enfrentado a Ichigo, hasta un total de 3.
- En la encuesta del mejor combate, la pelea de Ichigo vs Grimmjow quedó en 3° lugar.
- En el Databook Official Character Book 4 The Rebooted Souls, Tite Kubo dice el kanji que representa Grimmjow, 壞 y significa Malo.
- Su estilo de pelea en su forma liberada es similar a Felicia de Darkstalkers, Rob Lucci de One Piece, Chika de Devil Lady y Houseki-hime de Cutey Honey
- Miyabi de Macademi Wasshoi!, Blair de Soul Eater, Himari Noihara de Omamori Himari, Lisanna Strauss de Fairy Tail, Wasabi Izuno de Boruto Next Generation, Leone de Akame ga Kill y Koneko Toujou de High School DxD tienen una transformación en un felino humanoide como Grimmjow